# Germi
Germi (en persan : گرمي) est une ville d'Iran située dans la province d'Ardabil au nord de l'Iran. La ville est située sur la plaine steppique du Mughan et est non loin de la frontière avec l'Azerbaïdjan.